# Аликовский район
А́ликовский райо́н (чув. Элĕк районĕ) — административно-территориальная единица в Чувашской Республике России. В границах района образован  одноимённый  муниципальный округ (в 2004-2022 гг. —  муниципальный район).
Административный центр — село Аликово.

## География
Граничит на севере с Моргаушским и Ядринским, на западе — с Красночетайским, на юге — с Шумерлинским и Вурнарским, на востоке — с Красноармейским районами. Территория района компактна, её протяжённость с севера на юг составляет 18 км, с запада на восток — 25 км. Площадь — 554,1 км².

## История
Район образован 5 сентября 1927 года.
Одной из важнейших административно-территориальных реформ, проведённых в чувашском крае после революции 1917 года, является районирование, проведённое осенью 1927 года. Вместо ранее существовавшей четырёхзвенной системы — сельсовет, волость, уезд, и центральные органы — вводились трёхзвенная: сельсовет, волость, район, центральные органы. В основу этой реформы было положено выделение района как целостной, экономически самостоятельной единицы, способной организовать своё хозяйство, построить бюджет, обеспечить более полный хозяйственный и культурный охват своей территории. Райисполкомы получили права уездных исполкомов, а к сельсоветам отошла большая часть функций волисполкомов. В результате проведённой реформы в ЧАССР вместо 5 уездов и 55 волостей было образовано 17 районов. Общее количество сельских советов сократилось с 1167 до 812: 661 чувашский, 87 русских, 15 татарских, 11 мордовских, 38 — со смешанным населением. Новая сеть районов ЧАССР была утверждена Президиумом ВЦИК 5 сентября 1927 года, новая сеть сельсоветов — Административной комиссией при ВЦИК 27 августа 1927 года. С этого момента и начинается новейшая история Аликовского района.
В соответствии с постановлением Президиума ВЦИК новая административно-территориальная система Чувашии введена с 1 октября 1927 года, когда по всей республике прошли первые районные съезды Советов и они избрали районные Советы, а последние избрали свои исполкомы. Уисполкомы и волиисполкомы были упразднены. Для организации Аликовского района были организованы оргкомитет (председатель Я. Салтыков) и райоргбюро (председатель Я. Иванов).
В Центральном государственном архиве Чувашской Республики (Фонд 82. — Опись 1. — Д. Д.6, 9) сохранились протоколы 1 Аликовского районного съезда Советов рабоче-крестьянских депутатов Чувашской АССР, который проходил 1 — 2 октября в с. Аликово, в здании Аликовской школы 2 ступени.
24 декабря 1939 года Аликовский районный исполком Совета рабочих, крестьянских и красноармейских депутатов переименован в Аликовский районный исполком Совета депутатов Чувашской АССР.
В связи с предпринятой в стране перестройкой органов партийного и государственного руководства народным хозяйством 20 декабря 1962 года Президиумом Веровного Совета Чувашской АССР принято постановление о перестройке сети районов по принципу разделения управления сельскими и городскими населёнными пунктами. Оно утверждено Указом Президиума Верховного Совета РСФСР от 1 февраля 1963 года. Вместо существующего 21 обычного района было образовано 9 сельских и 2 промышленных района. Населённые пункты бывшего Аликовского района в разные годы были прикреплены к Вурнарскому, Шумерлинскому, Ядринскому, Моргаушскому, Цивильскому, Ишлейскому, Красноармейскому, Чебоксарскому районам.
Разделение районов на сельские и промышленные усложнило организацию управления. Поэтому и эта сеть сохранилась недолго. 11 января 1965 года Президиум Верховного Совета Чувашской АССР принял постановление об упразднении разделения республики на промышленные и сельские районы и образовании единых районов. Выборы в районные, городские, поселковые и сельские Советы, организованные по новой сети, состоялись 14 марта 1965 года. С этого момента и начинается новое возрождение Аликовского района.
За всю историю Аликовского района райисполкомом и администрацию района возглавляли: Я. И. Салтыков (1927—1928 гг.), Б. Е. Енисеев (1928 г.), М. П. Павлов (1929—1930 гг.), Д. Я. Митьков (1930 г.), Ф. И. Каньков (1931—1932 гг.), Г. П. Платонов (1933—1934 гг.), В. И. Иварбеев (1935—1939 гг.), И. К. Весновский (1940—1941 гг.), Т. Ф. Филимонов (1941—1943 гг.), П. Е. Ефремов (1943 г.), И. Н. Николаев (1940-е гг.), Н. Ф. Фёдоров (1952 г.), С. И. Ильин (1953 г.), В. С. Ядрухин (1955 г.), А. А. Селенин (1962 г.), К. Ф. Арланов (1965—1974 гг.), Н. Ф. Куликов (1974—1979 гг.), Г. Т. Тимофеев (1979—1986 гг.), Г. П. Иванов (1986—1988 гг.), Л. Н. Кононов (1989—2000 гг.), В. И. Анисимов (2001—2005 гг.), А. И. Платонов — с октября 2005 года.
Звание Героя Социалистического Труда присвоено двоим уроженцам района (Степанов Михаил Степанович, Степанов Василий Степанович – до войны работал директором Аликовской МТС).
В годы Великой Отечественной войны
В рядах Советской армии, на флотах, в авиации, в истребительных батальонах и отрядах народного ополчения сражались тысячи аликовцев. Многие из них удостоены высоких наград, а троим воинам присвоено звание Героя Советского Союза. 
Это Мирон Ефимович Ефимов, Федот Никитич Орлов – воспитанник Аликовской школы, Алексей Романович Логинов – до войны работал в судебно-следственных органах Аликовского района.
В битвах за честь, свободу и независимость нашей Родины погибли свыше 5 тысяч аликовцев. 15 февраля 1944 года часть территории Аликовского района была передана в новый Моргаушский район.
2 ноября 1956 года к Аликовскому району была присоединена часть территории упразднённых Калининского и Советского районов. 21 июля 1959 года к Аликовскому району была присоединена часть территории упразднённого Моргаушского района.

## Население
| 1993    | 1997    | 2001    | 2002    | 2005    | 2009    | 2010    | 2011    | 2012    |
| ------- | ------- | ------- | ------- | ------- | ------- | ------- | ------- | ------- |
| 23 200  | ↘22 500 | ↘21 900 | ↘21 745 | ↘20 600 | ↘19 234 | ↘18 282 | ↘18 153 | ↘17 654 |
| 2013    | 2014    | 2015    | 2016    | 2017    | 2018    | 2019    | 2020    | 2021    |
| ↘17 274 | ↘16 963 | ↘16 636 | ↘16 328 | ↘15 882 | ↘15 563 | ↘15 173 | ↘14 906 | ↘14 273 |

### Национальный состав
По данным переписи населения 2010 года Аликовский район мононационален, абсолютное большинство населения — чуваши (98 %), русские проживают в селе Русская Сорма.
| Национальность | Число указавших национальность и доля от населения района |
| -------------- | --------------------------------------------------------- |
| Чуваши         | 97,55 % (17 834)                                          |
| Русские        | 1,76 % (322)                                              |

## Территориальное устройство
В рамках административно-территориального устройства, район делится на 12 административно-территориальных единиц — сельских поселений.
В рамках организации местного самоуправления с 2004 по 2022 гг. муниципальный район включал 12 муниципальных образований со статусом сельского поселения, которые к 1 января 2023 года были упразднены и объединены в единый муниципальный округ.
| №  | Сельское поселение                     | Административный центр | Количество населённых пунктов | Население (чел.) | Площадь (км²) |
| -- | -------------------------------------- | ---------------------- | ----------------------------- | ---------------- | ------------- |
| 1  | Аликовское сельское поселение          | село Аликово           | 10                            | ↘3311            | 30,80         |
| 2  | Большевыльское сельское поселение      | село Большая Выла      | 3                             | ↘777             | 28,50         |
| 3  | Ефремкасинское сельское поселение      | деревня Ефремкасы      | 13                            | ↘1630            | 66,95         |
| 4  | Илгышевское сельское поселение         | деревня Илгышево       | 6                             | ↘580             | 25,68         |
| 5  | Крымзарайкинское сельское поселение    | село Крымзарайкино     | 9                             | ↘541             | 31,87         |
| 6  | Питишевское сельское поселение         | деревня Питишево       | 6                             | ↘734             | 34,79         |
| 7  | Раскильдинское сельское поселение      | село Раскильдино       | 5                             | ↘773             | 43,22         |
| 8  | Таутовское сельское поселение          | деревня Таутово        | 11                            | ↘1764            | 61,48         |
| 9  | Тенеевское сельское поселение          | село Тенеево           | 5                             | ↘603             | 22,69         |
| 10 | Чувашско-Сорминское сельское поселение | село Чувашская Сорма   | 16                            | ↘1211            | 65,22         |
| 11 | Шумшевашское сельское поселение        | село Шумшеваши         | 19                            | ↘1377            | 70,17         |
| 12 | Яндобинское сельское поселение         | село Яндоба            | 12                            | ↘1295            | 72,75         |

## Населённые пункты
В Аликовском муниципальном округе расположено 115 населённых пунктов:
| №         | Населённый пункт                       | Тип                                    | Население                              |
| --------- | -------------------------------------- | -------------------------------------- | -------------------------------------- |
| 1         | Азамат                                 | деревня                                | ↗213                                   |
| 2         | Алгукасы                               | деревня                                | ↘19                                    |
| 3         | Антоновка                              | выселок                                | ↗15                                    |
| 4         | Большие Атмени                         | деревня                                | ↗139                                   |
| 5         | Верхние Ёлыши                          | деревня                                | ↗109                                   |
| 6         | Верхние Хоразаны                       | деревня                                | ↗108                                   |
| 7         | Выла                                   | деревня                                | ↗238                                   |
| 8         | Задние Хирлепы                         | деревня                                | →48                                    |
| 9         | Ишпарайкино                            | деревня                                | ↗150                                   |
| 10        | Кармалы                                | деревня                                | ↗203                                   |
| 11        | Кораккасы                              | деревня                                | ↗91                                    |
| 12        | Лотра-Багиши                           | деревня                                | ↗33                                    |
| 13        | Нагорная                               | деревня                                | ↗36                                    |
| 14        | Нижние Татмыши                         | деревня                                | ↗183                                   |
| 15        | Ойкасы                                 | деревня                                | ↗123                                   |
| 16        | Передние Хирлепы                       | деревня                                | ↗72                                    |
| 17        | Пизипово                               | деревня                                | ↘182                                   |
| 18        | Русская Сорма                          | село                                   | ↗212                                   |
| 19        | Синькасы                               | деревня                                | ↗134                                   |
| 20        | Сормпось-Мочей                         | деревня                                | ↗92                                    |
| 21        | Тимирзькасы                            | деревня                                | ↗186                                   |
| 22        | Тушкасы                                | деревня                                | ↗75                                    |
| 23        | Ходяково                               | деревня                                | ↗198                                   |
| 24        | Чердаки                                | деревня                                | ↗87                                    |
| 25        | Шафранчик                              | деревня                                | ↗71                                    |
| 26        | Шор-Босай                              | деревня                                | ↗33                                    |
| 27        | Шумшеваши                              | село                                   | ↗280                                   |
| 28        | Эренары                                | деревня                                | ↗371                                   |
| 29        | Якейкино                               | деревня                                | ↗172                                   |
| 30        | Яргунькино                             | деревня                                | ↗148                                   |
| 30.000001 | Питишевское сельское поселение         |                                        | Прошкино                               |
| 30.000002 | Шумшевашское сельское поселение        |                                        | Пизенеры                               |
| 30.000003 | Аликовское сельское поселение          |                                        | Устье                                  |
| 30.000004 | Яндобинское сельское поселение         |                                        | Чувашская Сорма                        |
| 30.000005 | Чувашско-Сорминское сельское поселение |                                        | Нижние Шиуши                           |
| 30.000006 | Шумшевашское сельское поселение        |                                        | Таутово                                |
| 30.000007 | Таутовское сельское поселение          |                                        | Хорнзор                                |
| 30.000008 | Аликовское сельское поселение          |                                        | Торопкасы                              |
| 30.000009 | Крымзарайкинское сельское поселение    |                                        | Шоркасы                                |
| 30.00001  | Ефремкасинское сельское поселение      |                                        | Атмень                                 |
| 30.000011 | Ефремкасинское сельское поселение      |                                        | Ягунькино                              |
| 30.000012 | Раскильдинское сельское поселение      |                                        | Элекейкино                             |
| 30.000013 | Чувашско-Сорминское сельское поселение |                                        | Нижние Карачуры                        |
| 30.000014 | Раскильдинское сельское поселение      |                                        | Большие Шиуши                          |
| 30.000015 | Ефремкасинское сельское поселение      |                                        | Кивкасы                                |
| 30.000016 | Ефремкасинское сельское поселение      |                                        | Крымзарайкино                          |
| 30.000017 | Таутовское сельское поселение          |                                        | Шлан                                   |
| 30.000018 | Илгышевское сельское поселение         |                                        | Илгышево                               |
| 30.000019 | Аликовское сельское поселение          |                                        | Анаткасы                               |
| 30.00002  | Аликовское сельское поселение          |                                        | Яндоба                                 |
| 30.000021 | Ефремкасинское сельское поселение      |                                        | Верхние Куганары                       |
| 30.000022 | Большевыльское сельское поселение      |                                        | Смородино                              |
| 30.000023 | Аликовское сельское поселение          |                                        | Кагаси                                 |
| 30.000024 | Раскильдинское сельское поселение      |                                        | Малые Туваны                           |
| 30.000025 | Шумшевашское сельское поселение        |                                        | Орбаши                                 |
| 30.000026 | Шумшевашское сельское поселение        |                                        | Дубовский                              |
| 30.000027 | Аликовское сельское поселение          |                                        | Вотланы                                |
| 30.000028 | Илгышевское сельское поселение         |                                        |                                        |
| 30.000029 | Яндобинское сельское поселение         |                                        | Сатлайкино                             |
| 31        | деревня                                | ↗318                                   | Яндобинское сельское поселение         |
| 32        | село                                   | ↗622                                   | Большевыльское сельское поселение      |
| 33        |                                        | Выла-Базар                             | деревня                                |
| 34        | село                                   | ↗340                                   | Шумшевашское сельское поселение        |
| 35        | деревня                                | ↗112                                   | Ефремкасинское сельское поселение      |
| 36        | деревня                                | ↗157                                   | Ефремкасинское сельское поселение      |
| 37        |                                        | Нижние Хоразаны                        | деревня                                |
| 38        | деревня                                | ↗279                                   | Ефремкасинское сельское поселение      |
| 39        |                                        | Олух-Шумшеваши                         | деревня                                |
| 40        |                                        | Тогачь                                 | деревня                                |
| 41        | деревня                                | ↗141                                   | Таутовское сельское поселение          |
| 42        | деревня                                | ↗40                                    | Шумшевашское сельское поселение        |
| 43        | деревня                                | ↗146                                   | Шумшевашское сельское поселение        |
| 44        |                                        | Коракши                                | деревня                                |
| 45        |                                        | Сормпось-Шумшеваши                     | деревня                                |
| 46        |                                        | Чиршкасы                               | деревня                                |
| 47        |                                        | Ярушкино                               | деревня                                |
| 48        | деревня                                | ↗151                                   | Крымзарайкинское сельское поселение    |
| 49        | деревня                                | ↘110                                   | Чувашско-Сорминское сельское поселение |
| 50        | деревня                                | ↗142                                   | Ефремкасинское сельское поселение      |
| 51        | деревня                                | ↗131                                   | Шумшевашское сельское поселение        |
| 52        | деревня                                | ↗74                                    | Таутовское сельское поселение          |
| 53        | деревня                                | ↗64                                    | Таутовское сельское поселение          |
| 54        |                                        | Аликово                                | село                                   |
| 55        |                                        | Питишево                               | деревня                                |
| 56        | село                                   | ↗530                                   | Раскильдинское сельское поселение      |
| 57        | деревня                                | ↗153                                   | Аликовское сельское поселение          |
| 58        | деревня                                | ↗186                                   | Крымзарайкинское сельское поселение    |
| 59        |                                        | Хоравары                               | деревня                                |
| 60        | село                                   | ↗260                                   | Тенеевское сельское поселение          |
| 61        |                                        | Изванкино                              | деревня                                |
| 62        |                                        | Качалово                               | деревня                                |
| 63        |                                        | Пизенеры                               | деревня                                |
| 64        |                                        | Юманлыхи                               | село                                   |
| 64.00003  | деревня                                | ↗389                                   | Раскильдинское сельское поселение      |
| 65        | деревня                                | ↗244                                   | Таутовское сельское поселение          |
| 66        | деревня                                | ↗320                                   | Яндобинское сельское поселение         |
| 66.000031 |                                        | Асакасы                                | село                                   |
| 66.000032 |                                        | Верхние Карачуры                       | деревня                                |
| 66.000033 |                                        | Видесючь                               | деревня                                |
| 66.000034 |                                        | Шоркасы                                | деревня                                |
| 67        | деревня                                | ↗58                                    | Чувашско-Сорминское сельское поселение |
| 67.000035 | деревня                                | ↗56                                    | Чувашско-Сорминское сельское поселение |
| 68        | деревня                                | ↗91                                    | Шумшевашское сельское поселение        |
| 69        |                                        | Большие Токташи                        | деревня                                |
| 70        |                                        | Иштеки                                 | деревня                                |
| 71        |                                        | Малые Токташи                          | деревня                                |
| 72        |                                        | Нижние Ёлыши                           | деревня                                |
| 73        |                                        | Шерашево                               | деревня                                |
| 74        |                                        | Шундряши                               | деревня                                |
| 75        |                                        | Янгорас                                | деревня                                |
| 76        | деревня                                | ↘13                                    | Чувашско-Сорминское сельское поселение |
| 77        | деревня                                | ↗110                                   | Илгышевское сельское поселение         |
| 78        |                                        | Самушкино                              | деревня                                |
| 79        |                                        | Сириккасы                              | деревня                                |
| 80        |                                        | Урмаево                                | деревня                                |
| 81        | деревня                                | ↗53                                    | Чувашско-Сорминское сельское поселение |
| 82        | ↗33                                    | Шумшевашское сельское поселение        |                                        |
| 83        | ↗46                                    | Таутовское сельское поселение          |                                        |
| 84        | ↘108                                   | Питишевское сельское поселение         |                                        |
| 85        | ↗352                                   | Чувашско-Сорминское сельское поселение |                                        |
| 86        | ↗207                                   | Ефремкасинское сельское поселение      |                                        |
| 87        | ↗270                                   | Ефремкасинское сельское поселение      |                                        |
| 88        | ↗232                                   | Илгышевское сельское поселение         |                                        |
| 89        | →125                                   | Чувашско-Сорминское сельское поселение |                                        |
| 90        | ↗134                                   | Яндобинское сельское поселение         |                                        |
| 91        | ↗729                                   | Таутовское сельское поселение          |                                        |
| 92        | ↗56                                    | Ефремкасинское сельское поселение      |                                        |
| 93        | ↗37                                    | Чувашско-Сорминское сельское поселение |                                        |
| 94        | ↘137                                   | Питишевское сельское поселение         |                                        |
| 95        | ↗126                                   | Яндобинское сельское поселение         |                                        |
| 96        | ↗160                                   | Шумшевашское сельское поселение        |                                        |
| 97        | ↗95                                    | Яндобинское сельское поселение         |                                        |
| 98        | ↗95                                    | Аликовское сельское поселение          |                                        |
| 99        | ↗539                                   | Таутовское сельское поселение          |                                        |
| 100       | ↗127                                   | Таутовское сельское поселение          |                                        |
| 101       | ↗124                                   | Крымзарайкинское сельское поселение    |                                        |
| 102       | ↗83                                    | Чувашско-Сорминское сельское поселение |                                        |
| 103       | ↗102                                   | Шумшевашское сельское поселение        |                                        |
| 104       | ↗200                                   | Яндобинское сельское поселение         |                                        |
| 105       | ↗93                                    | Аликовское сельское поселение          |                                        |
| 106       | ↗72                                    | Крымзарайкинское сельское поселение    |                                        |
| 107       | ↘258                                   | Питишевское сельское поселение         |                                        |
| 108       | ↗235                                   | Чувашско-Сорминское сельское поселение |                                        |
| 109       | ↗136                                   | Яндобинское сельское поселение         |                                        |

Упразднённые населённые пункты:
- 2004 год — выселок Новый Ключ и деревня Свешниково соответственно Раскильдинского и Чувашско-Сорминского сельсоветов[29]

## Руководство
Руководители  райисполкома и администрации района : 
- Я. И. Салтыков (1927—1928 гг.),
- Б. Е. Енисеев (1928 г.),
- М. П. Павлов (1929—1930 гг.),
- Д. Я. Митьков (1930 г.),
- Ф. И. Каньков (1931—1932 гг.),
- Г. П. Платонов (1933—1934 гг.),
- В. И. Иварбеев (1935—1939 гг.),
- И. К. Весновский (1940—1941 гг.),
- Т. Ф. Филимонов (1941—1943 гг.),
- П. Е. Ефремов (1943 г.),
- И. Н. Николаев (1940-е гг.),
- Н. Ф. Фёдоров (1952 г.),
- С. И. Ильин (1953 г.),
- В. С. Ядрухин (1955 г.),
- А. А. Селенин (1962 г.),
- К. Ф. Арланов (1965—1974 гг.),
- Н. Ф. Куликов (1974—1979 гг.),
- Г. Т. Тимофеев (1979—1986 гг.),
- Г. П. Иванов (1986—1988 гг.),
- Л. Н. Кононов (1989—2000 гг.),
- В. И. Анисимов (2001—2005 гг.),
- А. И. Платонов — с октября 2005

## Символика

### Флаг
Флаг Аликовского района Чувашской Республики — один из символов Аликовского района Чувашской Республики.
Флаг представляет собой прямоугольное полотнище соотношения 5:8. Основной цвет — белый, внизу полоса красного цвета, ограниченная волнистыми линиями жёлтого и синего цветов, выражающими образы нивы и рек Сорма и Вылы. На белом фоне флага условные изображение синего дерева с жёлтыми листьями, передающими образ сормовских лесов и символизирующее процветающий край. Сочетания белого, синего, жёлтого и красного обусловлены цветами флагов Чувашской Республики и Российской Федерации. Изображения флага и герба, символов района, гармонизируют по цвету и стилю.
Автор проекта — заслуженный художник Чувашской Республики А. В. Данилов.
Утверждён Собранием депутатов Аликовского района в 2007 году.

### Гимн
За гимн района принята песня «Между Сормой и Вылой» (слова А. Галкина, музыка Кудакова)
1.
- Между Сормой и Вылой —
- Это истинно чувашский край.
- Зелёный шёлк — цветущие леса.
- Светлые озёра, речные утёсы.

Припев:
- Аликовский край, Аликовский край
- К себе влекущий родимый край!
- Ты в сердце навеки и только одна
- Зовущая к солнцу моя сторона!

2.
3.
- Между Ямашево и Тенеево —                      Нижние Куганары
- Обновляется мир красиво.
- Здесь честно трудятся достойные люди,
- В каждом селении — добро-молодцы.

## Природа
Аликовский район находится в пределах Чувашского плато, расчленённого оврагами на ряд пологих увалов, придающих рельефу ярко выраженный эрозионный характер.
Полезными ископаемыми район беден, учтено одно Анаткасинское мелкое месторождение суглинков, пригодное для изготовления кирпича; выявлено также несколько месторождений карбонатных пород, пригодных для известкования кислых почв.
Климат Аликовского района умеренно континентальный с продолжительной холодной зимой и тёплым летом. Средняя температура января −12,9 °C, июля 18,3 °C, абсолютный минимум достигал −44 °C, абсолютный максимум 37 °C. За год в среднем выпадает до 552 мм осадков.
Речная сеть представлена небольшим участком верхнего течения реки Вылы (правый приток Суры) и левобережными притоками верховьев Большого Цивиля — Хирлепом, Абасирмой и Сормой, которые в свою очередь имеют свои притоки. Русла рек умеренно извилистые, глубоко врезанные, с крутыми и обрывистыми берегами. Практически у всех населённых пунктов на оврагах и балках, ручьях построено большое количество прудов.
Преобладают разновидности серых лесных почв, которыми занято до 85 % территории. В настоящее время почти все земли распаханы. Лесистость района невысока, около 6 % основной площади занято сельскохозяйственными культурами на месте сведённых лесов. Основными лесообразующими породами естественного происхождения является дуб, ясень, клён, берёза, осина, липа; породы искусственного происхождения — сосна, лиственница, сибирский кедр, ель, тополь. В подлеске произрастают лещина, бересклет бородавчатый, жимолость, крушина, малина, черёмуха, шиповник. В травостое — сныть, осока, пролеска, звездчатка, купена многоцветковая и др.

## Экономика
Промышленность развита слабо и представлена ремонтно-механическими предприятиями и предприятиями по переработке сельскохозяйственного сырья. В районном центре производится ремонт сельхозтехники, изготавливаются запасные части и восстанавливаются изношенные детали к ней. Предприятия бытового обслуживания осуществляют ремонт и пошив одежды, обуви. Пищевые предприятия производят хлебобулочные и кондитерские изделия, консервы плодоовощные, безалкогольные напитки.
Основная отрасль экономики — сельское хозяйство. Площадь сельхозугодий составляет 46,6 тыс. га, в том числе пашня — 36,1 тыс. га. В основе растениеводства — производство зёрна, картофеля, кормопроизводство. В основе животноводства — мясо-молочное скотоводство, пчеловодство.

### Инвестиционный климат
В инвестиционной политике экономические планы района нацелены на улучшение инфраструктуры автодорог с твёрдым покрытием (укладка шоссейного покрытия в населённых пунктах), строительство жилых домов (для переселения жильцов из неблагоустроенных строений, для специалистов сельского хозяйства), возведение животноводческих ферм в хозяйствах района, бизнес-инкубатора, а также на модернизацию в социально-коммунальной сфере.

## Здравоохранение
- Аликовская ЦРБ — основной здравцентр района.

## Транспорт
Основной вид транспорта — автомобильный — обеспечивает связи с другими районами республики, а также внешние связи. Плотность автомобильных дорог составляет 22,3 км на 100 км² площади. Центральную часть района пересекает автодорога областного значения «Никольское—Ядрин—Калинино», к которой примыкают дороги местного значения: «Аликово—Ишаки»; «Аликово—Яндоба»; «Аликово—Раскильдино» и др..

## Культура, просвещение, пресса
Главным очагом культуры в районе является дворец культуры в Аликово. Здесь проводятся праздничные мероприятия, смотры художественной самодеятельности коллективов, эстрадная площадка всегда открыта для артистов республики и гостей.
Ежегодно здесь проводится межрегиональный фестиваль чувашской музыки «Вирьял шевлисем».

### Народное творчество
- Аликовский народный театр
- Валинке — народный фольклорный ансамбль.
- Аликовский духовой оркестр
- Сириккассинский народный коллектив художественной самодеятельности «Ахпай»
- Большетукташский народный театр
- Татмышевский народный театр

На территории района кинематографисты из Санкт-Петербурга снимали документальный фильм.

### Просвещение
На 2010/11 учебный год 13 школ: 9 средних, 4 основных. В них учатся 2385 детей. Ведущим образовательным учреждением является МБОУ «Аликовская СОШ им. И. Я. Яковлева».

### Газеты
В районе периодическая печать представлена районной газетой «Пурнăç çулĕпе» («По жизненному пути») и муниципальной «Аликовский вестник».

### Музейно-архивное дело
С 1995 года свои тайны открыл литературно-краеведческий музей. Также в селе Аликово находится районный архив.

## Народные обычаи
Проводятся чувашские народные календарные праздники, символизирующие древние чувашские верования. Среди них Сурхури (приходится к Рождеству православному), Манкун (чув. Мăнкун) (приходится к Пасхе православной), Акатуй — праздник окончания сева, Симек (чув. Çимĕк), Кер сари — праздник урожая (чув. Кĕр сăри), Чуклеме — жертвоприношение (чув. Чӳклеме).

### Религия
Население района в основном придерживается православной веры. Православные храмы, относящиеся к Чебоксарской и Чувашской епархии Московской патриархии открыты в XVIII—XIX веках.
- Церковь Рождества Богородицы (Раскильдино)
- Успенская церковь (Аликово)
- Церковь Святой Троицы в Асакасы
- Церковь Святой Троицы в Шумшеваши